# Съюз на ловците и риболовците в България
Съюзът на ловците и риболовците в България (СЛРБ) е българска организация, членуването в която е задължително за упражняването на спортен лов и риболов в обществените гори и водоеми.
Организацията е създадена през 1947 година с обединението на Ловно-стрелческата организация „Сокол“ и Българския рибарски съюз. До 1963 година се нарича Народен ловно-рибарски съюз, а през 1963-1992 година – Български ловно-рибарски съюз.